# Грабовцы (Винницкая область)
Грабовцы (укр. Грабівці; до 19 мая 2016 года — Червоное, укр. Червоне) — село на Украине, находится в Жмеринском районе Винницкой области.
Код КОАТУУ — 0520282006. Население по переписи 2001 года составляет 572 человека. Почтовый индекс — 23063. Телефонный код — 4341.
Занимает площадь 21,983 км².
В селе действует храм Покрова Пресвятой Богородицы Барского благочиния Винницкой и Барской епархии Украинской православной церкви.
До 17 июля 2020 года находилось в Барском районе Винницкой области.